# Modiran Vehicle Manufacturing

Logo von Modiran Vehicle Manufacturing

Die Modiran Vehicle Manufacturing, mit Akronym auf MVM gekürzt, ist ein im Jahre 2001 gegründetes Joint-Venture der Chery Automobile mit Kerman Khodro. Das Unternehmen hat seinen Sitz in Teheran und produziert die Fahrzeuge unter eigenem Markennamen. Etwa 1500 Personen arbeiten in dem Unternehmen.
Produkte des Herstellers sind der Kleinstwagen MVM 110, die Mittelklasselimousine MVM 530 und das Sport Utility Vehicle MVM X33.

## Modellübersicht

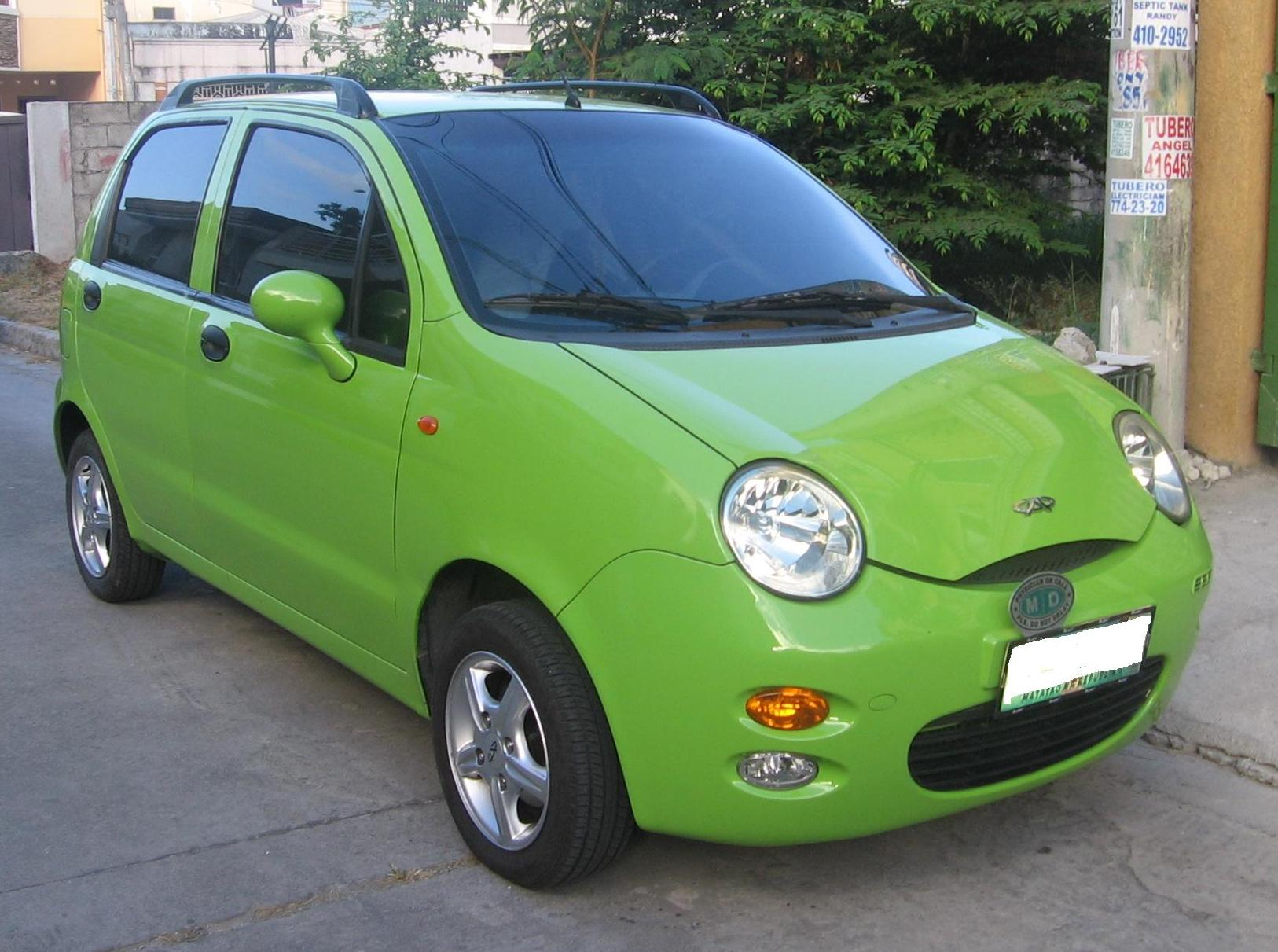
MVM 110 seit 2004
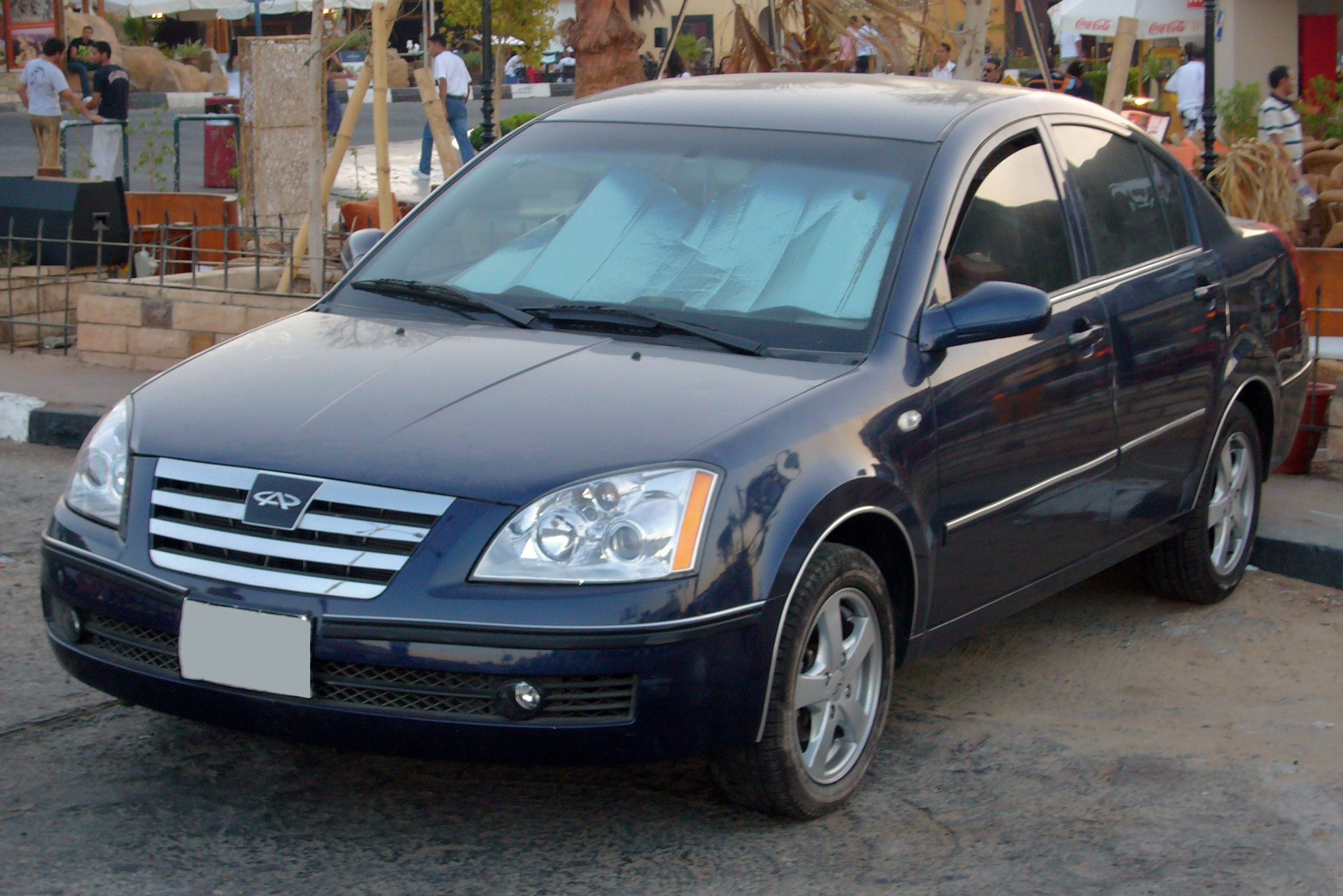
MVM 530 seit 2006
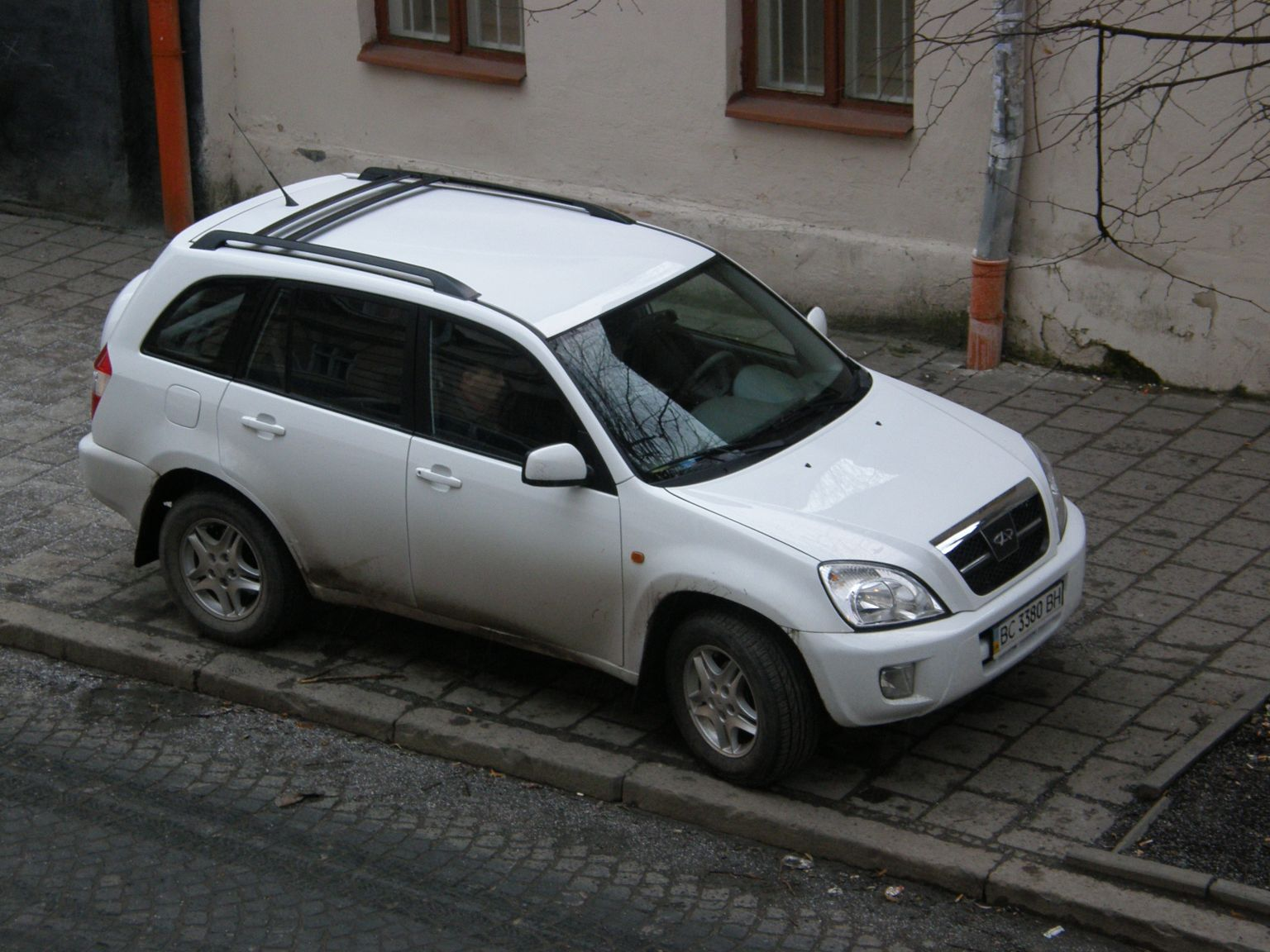
MVM X33 2010 bis 2013
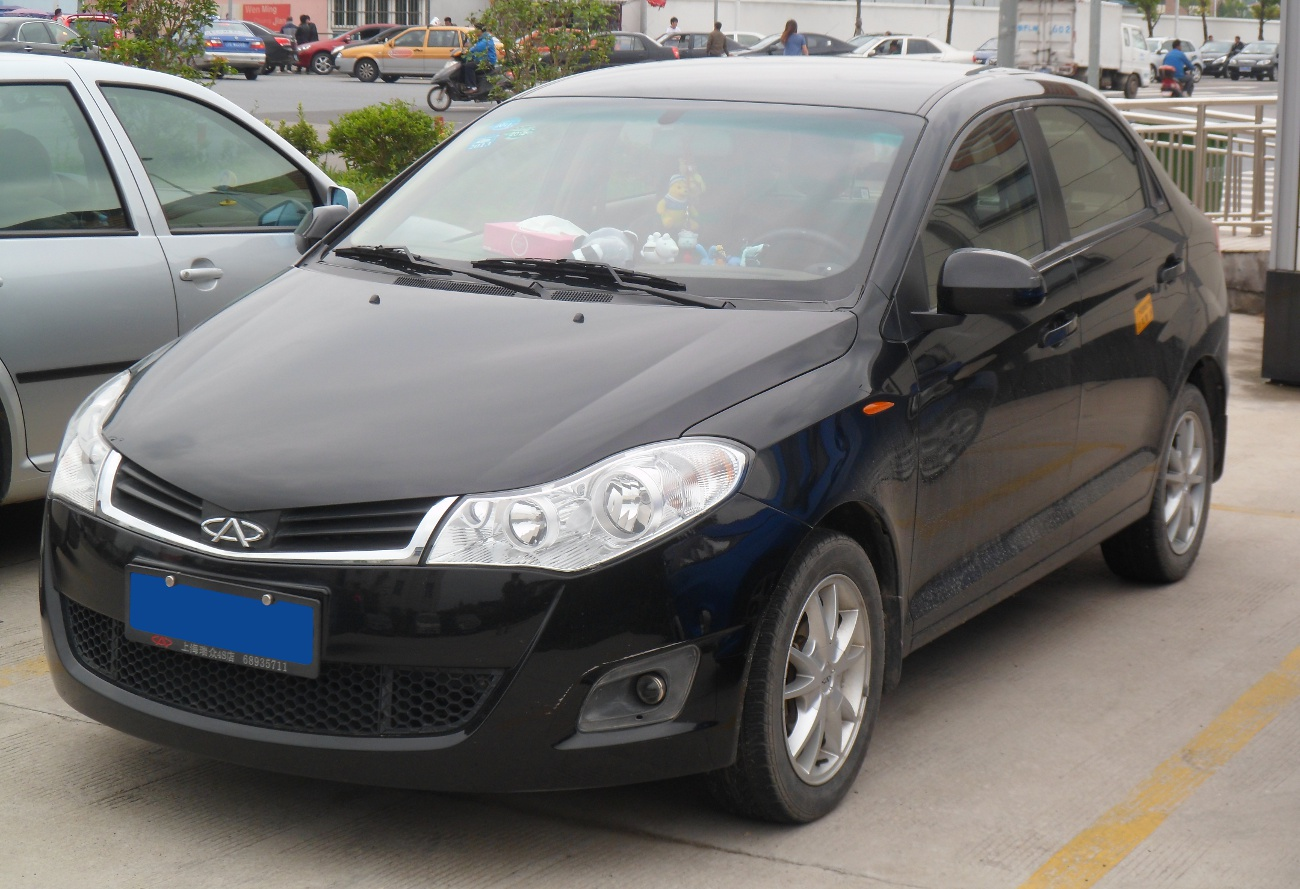
MVM 315 seit 2013